# 우도중학교
우도중학교(牛島中學校)는 대한민국 제주특별자치도 제주시 우도면 연평리에 있는 공립 중학교이다.

## 학교 연혁
- 1949년 1월 15일 : 연평고등공민학교
- 1954년 6월 20일 : 연평중학교 개교, 1학년 1학급 27명 입학
- 2000년 3월 1일 : 연평초·중학교 통합운영(3월 24일 개교기념일)
- 2010년 1월 13일 : 우도중학교로 교명 변경
- 2020년 11월 10일 : 2020농어촌 참 좋은 작은 학교 선정
- 2023년 3월 1일 : 제주형 자율학교 지정(4년 간)
- 2025년 1월 10일 : 제69회 졸업(남 7명, 여 3명 계 10명) 총 졸업생수 2,755명
- 2025년 3월 4일 : 2025학년도 신입생 입학(남 5명, 여 3명 계 8명)
- 2025년 3월 4일 : 초·중 통합학교 제14대 박진수 교장 부임

## 참고 자료
- 우도중학교 - 한국교육학술정보원 학교알리미